# 土木設計論
土木設計論（どぼくせっけいろん）では人間の生活環境を支える社会的基盤施設の構築にあたり、その現実化に先立って目的が達成される施設となるよう、計画から構築にいたる全過程を検討することを通して施設の完成形を具体的に描き、現実化への道筋を示す設計図を創りだす頭脳(認識)活動について述べる。
土木設計は人間の生活を守り、豊かにする施設を建設するという目的を持って行うものであり、人間が様々な土木施設を設計することができる様になるまでには、長い、長い期間が必要であったが、それは試行錯誤の経験の積み重ねが質的に高まり文化遺産といえるレベルになることが必要だったからである。
そしてさらに多くの偶然、あるいは試行錯誤の繰り返しによって、ますます多くの知識が蓄えられてくるようになると、こんどは意図的に自然そのものの構造に立ち入るという積極的な取り組みを行うようになって来たのである。